# Jozafat Parysowicz
Jozafat Parysowicz (ur. ok. 1670, zm. 1732) – polski duchowny katolicki, franciszkanin, biskup bakowski.
Po złożeniu ślubów zakonnych został skierowany na studia specjalistyczne do Włoch. Ukończył je w 1695 r. i powrócił do Polski. Był następnie gwardianem klasztorów w Pińsku i Łopienicy. W latach 1709–1712 był prowincjałem litewskich franciszkanów. Zabiegał o należytą administrację dobrami i karność zakonną. Zaproponowany przez króla Augusta II na biskupstwo bakowskie w 1716 r. Nominację papieską otrzymał 14 czerwca 1717 r. Nie rezydował na stałe w diecezji, przeprowadzając tylko wizytacje.